# Collegio elettorale di Fidenza (Camera dei deputati)
Il collegio di Fidenza fu un collegio elettorale uninominale della Repubblica Italiana per l'elezione della Camera dei deputati. Apparteneva alla circoscrizione Emilia-Romagna e fu utilizzato per eleggere un deputato nella XII, XIII e XIV legislatura.
Venne istituito nel 1993 con la cosiddetta Legge Mattarella (Legge n. 277, Nuove norme per l'elezione della Camera dei deputati), attuata in seguito al referendum abrogativo del 1993. La legge istituì per la Camera dei deputati e per il Senato della Repubblica un sistema di elezione misto, in parte maggioritario e in parte proporzionale. Il 75% dei parlamentari dell'assemblea veniva eletto in collegi uninominali tramite sistema maggioritario a turno unico; il restante 25% alla Camera veniva eletto tramite sistema proporzionale con liste bloccate.
Il collegio venne abolito insieme a tutti gli altri che costituivano la Camera con la promulgazione della legge elettorale successiva, la cosiddetta Legge Calderoli. Questa prevedeva un sistema proporzionale con premio di maggioranza, che alla Camera veniva attribuito a livello nazionale.

## Territorio
Il collegio di Fidenza era uno dei 32 collegi uninominali in cui era suddivisa l'Emilia-Romagna e, come previsto dal D.Lgs. del 20 dicembre 1993 n. 536, era interamente compreso nella provincia di Parma e comprendeva i seguenti comuni: Bardi, Bore, Busseto, Colorno, Fidenza, Fontanellato, Fontevivo, Medesano, Mezzani, Noceto, Pellegrino Parmense, Polesine Parmense, Roccabianca, Salsomaggiore Terme, San Secondo Parmense, Sissa, Soragna, Sorbolo, Torrile, Trecasali, Varano de' Melegari e Varsi.

## Eletti
| Elezione | Elezione | Deputato           | Partito                 |
| -------- | -------- | ------------------ | ----------------------- |
|          | 1994     | Paola Martinelli   | Polo delle Libertà (FI) |
|          | 1996     | Pierluigi Petrini  | L'Ulivo (RI)            |
|          | 2001     | Pier Luigi Bersani | L'Ulivo (DS)            |
|          | 2004 (S) | Massimo Tedeschi   | L'Ulivo (DS)            |

## Dati elettorali

### XII legislatura

#### Risultati proporzionale
| Coalizioni        | Coalizioni                      | Liste                                 | Liste                              | Voti   | %     |
| ----------------- | ------------------------------- | ------------------------------------- | ---------------------------------- | ------ | ----- |
|                   | Progressisti                    |                                       | Partito Democratico della Sinistra | 25.561 | 25,58 |
|                   | Progressisti                    | Rifondazione Comunista                | 8.574                              | 8,58   |       |
|                   | Progressisti                    | Partito Socialista Italiano           | 2.194                              | 2,20   |       |
|                   | Progressisti                    | Federazione dei Verdi                 | 2.078                              | 2,08   |       |
|                   | Progressisti                    | Movimento per la Democrazia - La Rete | 723                                | 0,72   |       |
|                   | Progressisti                    | Alleanza Democratica                  | 639                                | 0,64   |       |
| Totale coalizione | Totale coalizione               | 39.769                                | 39,80                              |        |       |
|                   | Polo delle Libertà              |                                       | Forza Italia                       | 18.253 | 18,27 |
|                   | Polo delle Libertà              | Lega Nord                             | 13.736                             | 13,75  |       |
| Totale coalizione | Totale coalizione               | 31.989                                | 32,02                              |        |       |
|                   | Patto per l'Italia              |                                       | Partito Popolare Italiano          | 8.983  | 8,99  |
|                   | Patto per l'Italia              | Patto Segni                           | 5.463                              | 5,47   |       |
| Totale coalizione | Totale coalizione               | 14.446                                | 14,46                              |        |       |
|                   | Alleanza Nazionale              | Alleanza Nazionale                    | Alleanza Nazionale                 | 9.502  | 9,51  |
|                   | Lista Pannella                  | Lista Pannella                        | Lista Pannella                     | 3.457  | 3,46  |
|                   | Socialdemocrazia per le Libertà | Socialdemocrazia per le Libertà       | Socialdemocrazia per le Libertà    | 453    | 0,45  |
|                   | Partito Democratico             | Partito Democratico                   | Partito Democratico                | 293    | 0,29  |
| Totale            | Totale                          | Totale                                | Totale                             | 99.909 |       |

#### Risultati uninominale
|                               | Paola Martinelli ✔️ Eletta | Polo delle Libertà (FI - LN - CCD - UDC) | 38 180 | 38,98 |  |  |  |  |  |
|                               | Renato Albertini           | Progressisti                             | 37 506 | 38,29 |  |  |  |  |  |
|                               | Lino Rizzi                 | Patto per l'Italia                       | 13 296 | 13,57 |  |  |  |  |  |
|                               | Massimo De Matteis         | Alleanza Nazionale                       | 8 976  | 9,16  |  |  |  |  |  |
| Totale                        | Totale                     | Totale                                   | 97 958 | 100   |  |  |  |  |  |
|                               |                            |                                          |        |       |  |  |  |  |  |
| Fonte: Ministero dell'interno |                            |                                          |        |       |  |  |  |  |  |

### XIII legislatura

#### Risultati proporzionale
| Coalizioni        | Coalizioni                         | Liste                                     | Liste                              | Voti   | %     |
| ----------------- | ---------------------------------- | ----------------------------------------- | ---------------------------------- | ------ | ----- |
|                   | L'Ulivo                            |                                           | Partito Democratico della Sinistra | 24.819 | 25,29 |
|                   | L'Ulivo                            | Popolari per Prodi (PPI-SVP-PRI-UD-Prodi) | 6.181                              | 6,30   |       |
|                   | L'Ulivo                            | Rinnovamento Italiano                     | 4.489                              | 4,57   |       |
|                   | L'Ulivo                            | Federazione dei Verdi                     | 2.106                              | 2,15   |       |
| Totale coalizione | Totale coalizione                  | 37.595                                    | 38,31                              |        |       |
|                   | Polo per le Libertà                |                                           | Forza Italia                       | 15.916 | 16,22 |
|                   | Polo per le Libertà                | Alleanza Nazionale                        | 10.705                             | 10,91  |       |
|                   | Polo per le Libertà                | CCD-CDU                                   | 5.813                              | 5,92   |       |
| Totale coalizione | Totale coalizione                  | 32.434                                    | 33,05                              |        |       |
|                   | Lega Nord                          | Lega Nord                                 | Lega Nord                          | 15.251 | 15,54 |
|                   | Progressisti                       |                                           | Rifondazione Comunista             | 9.969  | 10,16 |
|                   | Lista Pannella - Sgarbi            | Lista Pannella - Sgarbi                   | Lista Pannella - Sgarbi            | 1.844  | 1,88  |
|                   | Movimento Sociale Fiamma Tricolore | Movimento Sociale Fiamma Tricolore        | Movimento Sociale Fiamma Tricolore | 814    | 0,83  |
|                   | Nuova Democrazia                   | Nuova Democrazia                          | Nuova Democrazia                   | 225    | 0,23  |
| Totale            | Totale                             | Totale                                    | Totale                             | 98.132 |       |

#### Risultati uninominale
|                               | Pierluigi Petrini ✔️ Eletto | L'Ulivo             | 46 284 | 47,70 |  |  |  |  |  |
|                               | Anna Tanzi                  | Polo per le Libertà | 31 458 | 32,42 |  |  |  |  |  |
|                               | Gianfranco Biolzi           | Lega Nord           | 16 894 | 17,41 |  |  |  |  |  |
|                               | Gianfranco Gotra            | Fiamma Tricolore    | 2 405  | 2,48  |  |  |  |  |  |
| Totale                        | Totale                      | Totale              | 97 041 | 100   |  |  |  |  |  |
|                               |                             |                     |        |       |  |  |  |  |  |
| Fonte: Ministero dell'interno |                             |                     |        |       |  |  |  |  |  |

### XIV legislatura

#### Risultati proporzionale
| Coalizioni        | Coalizioni              | Liste                                 | Liste                   | Voti   | %     |
| ----------------- | ----------------------- | ------------------------------------- | ----------------------- | ------ | ----- |
|                   | Casa delle Libertà      |                                       | Forza Italia            | 27.994 | 29,19 |
|                   | Casa delle Libertà      | Alleanza Nazionale                    | 8.044                   | 8,39   |       |
|                   | Casa delle Libertà      | Lega Nord                             | 5.400                   | 5,63   |       |
|                   | Casa delle Libertà      | CCD-CDU                               | 2.411                   | 2,51   |       |
|                   | Casa delle Libertà      | Nuovo PSI                             | 1.371                   | 1,43   |       |
| Totale coalizione | Totale coalizione       | 45.220                                | 47,15                   |        |       |
|                   | L'Ulivo                 |                                       | Democratici di Sinistra | 18.930 | 19,74 |
|                   | L'Ulivo                 | La Margherita (Dem - PPI - RI- UDEUR) | 14.599                  | 15,22  |       |
|                   | L'Ulivo                 | Il Girasole (FdV - SDI)               | 1.939                   | 2,02   |       |
|                   | L'Ulivo                 | Comunisti Italiani                    | 1.578                   | 1,65   |       |
| Totale coalizione | Totale coalizione       | 37.046                                | 38,63                   |        |       |
|                   | Rifondazione Comunista  | Rifondazione Comunista                | Rifondazione Comunista  | 6.574  | 6,86  |
|                   | Lista Di Pietro         | Lista Di Pietro                       | Lista Di Pietro         | 3.918  | 4,09  |
|                   | Lista Pannella - Bonino | Lista Pannella - Bonino               | Lista Pannella - Bonino | 1.984  | 2,07  |
|                   | Democrazia Europea      | Democrazia Europea                    | Democrazia Europea      | 992    | 1,03  |
|                   | Paese nuovo             | Paese nuovo                           | Paese nuovo             | 109    | 0,11  |
|                   | Abolizione scorporo     | Abolizione scorporo                   | Abolizione scorporo     | 54     | 0,06  |
| Totale            | Totale                  | Totale                                | Totale                  | 95.897 |       |

#### Risultati uninominale
|                               | Pier Luigi Bersani ✔️ Eletto | L'Ulivo            | 47 303 | 49,54 |  |  |  |  |  |
|                               | Paolo Paglia                 | Casa delle Libertà | 42 374 | 44,38 |  |  |  |  |  |
|                               | Alfredo Larosa               | Lista Di Pietro    | 3 871  | 4,05  |  |  |  |  |  |
|                               | Libero Del Sere              | Democrazia Europea | 1 942  | 2,03  |  |  |  |  |  |
| Totale                        | Totale                       | Totale             | 95 490 | 100   |  |  |  |  |  |
|                               |                              |                    |        |       |  |  |  |  |  |
| Fonte: Ministero dell'interno |                              |                    |        |       |  |  |  |  |  |

### XIV legislatura: elezioni suppletive
|                          | Massimo Tedeschi | L'Ulivo            | 36 415  | 59,94 |  |  |  |  |
|                          | Luigi Villani    | Casa delle Libertà | 24 339  | 40,06 |  |  |  |  |
| Totale                   | Totale           | Totale             | 60 754  | 100   |  |  |  |  |
|                          |                  |                    |         |       |  |  |  |  |
| Voti non validi          | Voti non validi  | Voti non validi    | 1 283   | 2,07  |  |  |  |  |
| Votanti                  | Votanti          | Votanti            | 62 037  | 52,00 |  |  |  |  |
| Elettori                 | Elettori         | Elettori           | 119 303 |       |  |  |  |  |
| Data: 24-25 ottobre 2004 |                  |                    |         |       |  |  |  |  |